# Gardien de buffles
Pour plus de détails, voir Fiche technique et Distribution.
Gardien de buffles (Mùa len trâu) est un film dramatique franco-belgo-vietnamien réalisé par Nguyễn Võ Nghiêm Minh, sorti en 2004.
L'histoire du film est une adaptation de la nouvelle éponyme issue du recueil de nouvelles Hương rừng Cà Mau (vi) (1962) de l'écrivain Son Nam (vi) (1926-2008), racontant la vie des agriculteurs du sud au début du XXe siècle. Chaque fois que la saison des pluies arrive, l'abondance d'eau provoque des inondations dans toute la région. Il y a alors des gens qui travaillent comme gardiens de buffle, envoyant des buffles chercher de l'herbe pour survivre à la saison des inondations.
Le film a gagné la Licorne d'or au festival du film d'Amiens.

## Synopsis
Un vieil homme nommé Kim raconte l'histoire de sa famille à sa petite-fille, qui a trouvé les ossements de son père.
Lorsqu'il était enfant, le père de Kim est tombé malade lorsque leurs terres ont été inondées. Ses deux buffles n'ont plus de fourrage. Kim emmène les deux buffles à la recherche d'une bonne herbe. Il rejoint l'équipe de Lap, mais l'un des deux buffles meurt.
Plus tard, il aide Det, qui a constitué avec lui une nouvelle équipe de bergers, à retrouver sa petite amie et leur fils, que Det n'a pas vu depuis cinq ans.
Lorsque Kim apprend que son père est mourant, il se rend chez U Minh. Le père révèle la vérité sur l'ascendance de Kim. Quelques étrangers aident Kim à mettre le corps de son père en lieu sûr dans l'eau, jusqu'à ce que l'inondation se calme et qu'il puisse être enterré correctement.
Lap confirme ce que le père de Kim lui a dit en mourant : que la vraie mère de Kim est la sœur de Lap, que le père de Kim a violée lors d'un rassemblement de buffles.
Kim tente de violer la femme de Det. Det meurt lors d'une escarmouche entre les équipes de Lap et de Kieng. Kim adopte le fils de Det, Thieu.
Dans une voix off, Kim explique que les Japonais sont arrivés pour chasser les Français, puis qu'ils ont été eux-mêmes chassés. Ce changement politique ne semble pas affecter le Vietnam rural.

## Fiche technique
- Titre français : Gardien de buffles[3]
- Titre original : Mùa len trâu[2]
- Réalisation : Nguyễn Võ Nghiêm Minh
- Scénario : Nguyễn Võ Nghiêm Minh
- Photographie : Yves Cape
- Montage : Rudy Maerten
- Musique : Tiêt Tôn-Thât
- Production : Jean Bréhat, Rachid Bouchareb, Muriel Merlin, Olivier Dubois, Le Duc Tien, Axel Möbius, Christoph Thoke, Doug Dales
- Société de production : 3B Productions, studio Giai Phong (vi), Novak Productions, Thoke Moebius Film Company
- Pays de production :  Vietnam -  Belgique -  France
- Langue originale : vietnamien
- Format : couleurs - 1,85:1 - Son Dolby
- Genre : drame initiatique
- Durée : 102 minutes
- Dates de sortie : 
  - Suisse : 9 août 2004 (Festival du film de Locarno)
  - France : 5 octobre 2022 (Quinzaine du Cinéma Francophone de Paris) ; 23 mars 2005 (sortie nationale)
  - Viêt Nam : 2 juin 2005 (sortie nationale)

## Distribution
- Lê Thế Lữ : Kìm
- Kiều Trinh : Bân
- Hữu Thành : ông Định
- Kra Zan Sram : Đẹt
- Trương Văn Bé : Hai Tích
- Ánh Hoa (vi) : bà Hai
- Nguyễn Thị Thắm : bà Tư
- Võ Hoàng Nhân : Lập
- Trương Quang Thịnh : Quang
- Nguyễn Văn Đây : Xuyến
- Thạch Kim Long : Thanh
- Cao Thị Thu Tâm : Lam
- Nguyễn Hữu Phước : Thiều
- Nguyễn Châu : cha Bân
- Thạch Trung Trực : Kìm (5 tuổi)
- Mai Văn Hiệp : quan thuế
- Ngô Văn Phúc : quan thuế
- Thành Lũy : quan thuế
- Vương Quốc Thanh : quan thuế
- Tống : thiếu nữ bị hiếp

## Production
Le film est tourné dans la province de Cà Mau.